# Взрыв на военном заводе в Рио-Терсеро
Взрыв на военном заводе в Рио-Терсеро — техногенная катастрофа, произошедшая 3 ноября 1995 года на оборонном предприятии Fábrica Militar de Río Tercero компании DFGM, расположенном в городе Рио-Терсеро, провинция Кордова, и повлёкшая массовые жертвы и значительные разрушения. Жертвами катастрофы стали 7 человек, свыше 300 получили ранения и ожоги.

## История
Предположительно, причиной взрыва стала диверсия, произведённая с целью сокрытия следов хищения, так как часть вооружений была незаконно продана в зоны боевых действий.